# Jurski park
Jurski park (izvirno angleško Jurassic Park) je leta 1991 izdani znanstvenofantastični roman Michaela Crichtona. Po knjigi je Steven Spielberg leta 1993 posnel istoimenski film, ki je postal svetovna uspešnica. Slovenski prevod Simona Kreka je izšel leta 1993 pri založbi DZS.
Jurski park govori o parku na samotnem otoku, kjer so znanstveniki iz DNK, najdene v komarjih, ujetih v jantar, s kloniranjem ustvarili dinozavre. 
Knjiga je dobila nadaljevanje Izgubljeni svet, film pa pet nadaljevanj, začenši z Jurski park 2: Izgubljeni svet leta 1997 in Jurski park 3 leta 2001.